# Paul Breitner
Paul Breitner, född 5 september 1951, är en tysk före detta professionell fotbollsspelare. Mångsidig försvarare och mittfältare som tillhörde fotbollens stora profiler under 1970-talet. Breitner blev europamästare 1972 och världsmästare 1974. 

## Biografi
Paul Breitner spelade i västtyska juniorlandslaget där hans livslånga kamratskap med Uli Hoeness grundlades. Breitner slog igenom under tränaren Udo Latteks ledning i Bayern München och debuterade i Bundesliga som 18-åring 1970. Lattek hade redan som förbundskapten för juniorlandslaget tränat Breitner och Hoeness. Lattek kom att skola om Breitner till offensiv ytterback vilket gjorde Breitner mycket framgångsrik. 1971 följde landslagsdebuten mot Norge och han blev redan som 20-åring europamästare 1972 och två år senare världsmästare. Breitner spelade till en början som ytterback men kom i slutet av karriären att flytta in som central mittfältare. 
Under VM-slutspelet 1974 gjorde han tre mål. Breitner avgjorde bland annat matchen mot Chile (1–0) med ett distansskott och han slog även in kvitteringen på straff i finalen mot Nederländerna. Breitner är tillsammans med Pelé, Vavá, Zinedine Zidane och Kylian Mbappé de enda som gjort mål i två VM-finaler. 
Efter VM-slutspelet gick han till Real Madrid där han kom att bli central mittfältare och bildade ett centralt mittfält tillsammans med Günther Netzer. Han återvände överraskande till den västtyska klubbfotbollen genom att värvas till Eintracht Braunschweig. Det blev bara ett år i Braunschweig innan han återvände till Bayern München. Tillbaka i Bayern blev han del i Bayerns nya framgångar med ligasegrar 1980 och 1981 samt final i Europacupen för mästarlag 1982. Efter att sagt nej till landslagsspel under sju år efter VM-slutspelet 1974, med undantag för två landskamper 1975, gjorde Breitner comeback 1981 och spelade VM-slutspelet 1982.
Breitners afrofrisyr under den aktiva karriären gjorde att han omnämndes som "der Afro". Han blev även känd för vänstersympatier och kallades därför även "Roter Paul" under 70-talet. Idag arbetar Breitner som expertkommentator och tidningskrönikör.

## Meriter
- 48 A-landskamper (1971-1982)
- VM i fotboll: 1974, 1982
  - VM-guld: 1974
  - VM-silver: 1982
- EM i fotboll: 1972
  - EM-guld: 1972

- Europacupen för mästarlag: 1974
- Tysk mästare: 1972, 1973, 1974, 1980, 1981
- Tysk cupmästare: 1971, 1982
- Spansk mästare: 1975, 1976
- Spansk cupmästare: 1975